# Armin Hott
Armin Hott (* 12. November 1960 in Landau in der Pfalz) ist ein freischaffender Künstler und Illustrator aus Kandel, Südpfalz.
Er studierte Kunsterziehung in Mainz. Seit 1982 arbeitet er als Künstler in Kandel in einem ehemaligen Bauernanwesen, welches zu seinem Atelier, Galerie und Druckwerkstatt ausgebaut wurde.
Seine im In- und Ausland gezeigten Arbeiten sind schwerpunktmäßig Radierungen, Tuschzeichnungen, Buchillustrationen, Linolschnitte und Wandmalereien.
Seine Werke können in der eigenen Galerie besichtigt und gekauft werden.

## Werke
Bücher mit Illustrationen von Armin Hott:
- Armin Hott: Schneckenbüchlein. [Rhodt]: Junge Literatur 1986 ISBN 3-88717-101-2
- Artur Schütt: Morgen in Lanzarote: Satiren, Parabeln, Verrückungen, Entgleisungen, Geschichten zum Ausruhen (bis man sich selbst wieder gefunden hat), Zustandsbewegungen, Wiedererweckungen (dann legt man das Buch aus der Hand und ist so richtig glücklich). Landau/Pfalz: Pfälzische Verl.-Anst. 1991 ISBN 3-87629-215-8
- Artur Schütt: Die spiralförmigen Gedanken der Köchin beim Kartoffelschälen. Speyer: Engel der Poesie 1992
- Gerd Runck: Fallobst: mit und ohne Sti(e)l; gereimte Ungereimtheiten. Landau: G. Runck 1998
- Kurt Bär: Löten in der Elektronik aus dem Eff-eff: Weichlöttechnik für den industriellen, handwerklichen und Hobbyanwendungsbereich. Landau: K. Bär o. J. (1999) ISBN 3-00-003853-1
- Hertha & Kurt Bär: Brossd, du alda Haggn! – ein oberfränkisches Wörterbuch und mehr., Landau Bär Selbstverlag, ISBN 3-00-017657-8